# Luftschleuse

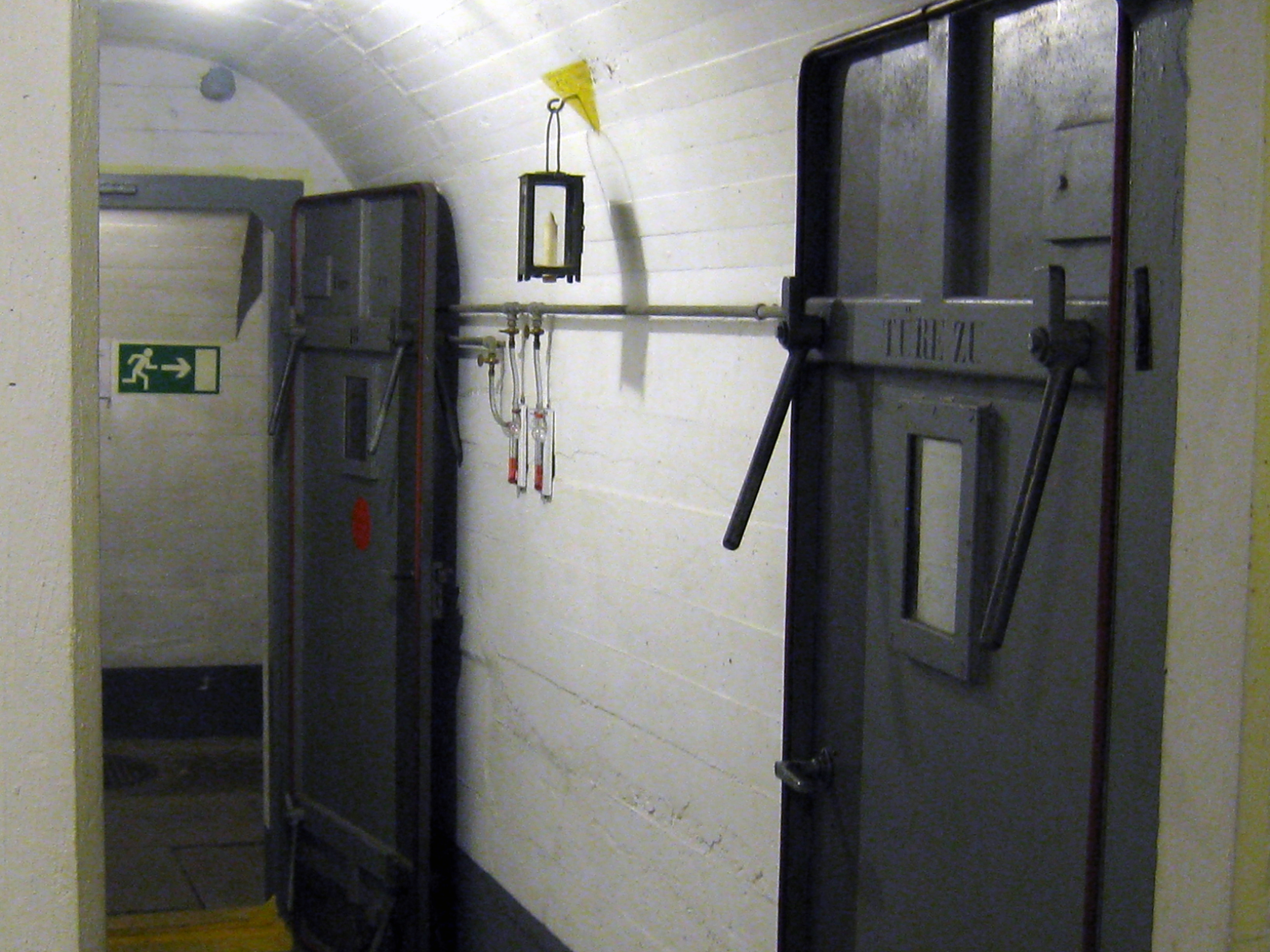
Gasschleuse in der Schweizer Festung Heldsberg

Nach der DIN 1946 Teil 1 ist die Luftschleuse der „Raum zur verkehrsmäßigen Verbindung bei luftmäßiger Trennung von Bereichen unterschiedlichen Luftstandards mit mindestens zwei gegenseitig verriegelten Türen“. Dabei wird noch zwischen der aktiven und der passiven Luftschleuse unterschieden, je nachdem ob sie „mit maschineller Luftförderung zur Erfüllung einer raumlufttechnischen Aufgabe“ ausgerüstet ist oder nicht (siehe auch: Weblinks).

## Funktionsweise
Damit sollen bestimmte Komponenten der Luft in einem abgeschlossenen Raum konstant gehalten werden, wenn eine Zuführung weiterer Luft von außen erfolgt. Ebenso soll damit erreicht werden, dass bestimmte Faktoren gar nicht oder nur in eingeschränktem Rahmen in den Raum eindringen oder diesen verlassen können. Dabei sind die Erhaltung einer konstanten Temperatur und einer vorgegebenen Luftfeuchtigkeit für bestimmte Gegenstände und Verfahrensprozesse ebenso wichtig wie die Reinheit der Luft. Der Einsatz erfolgt sowohl bei rein technischen Ver- und Bearbeitungsprozessen wie auch zum Wohl für den Menschen, um einen ungefährdeten Aufenthalt in dem jeweiligen Raum zu gewährleisten.
Einerseits werden dabei aktive Luftschleusen eingesetzt, um den gewünschten Zustand zu erreichen. Die bekannteste ist hierbei die Klimaanlage, wobei mal Temperatur und Luftfeuchtigkeit und mal die Sauberkeit der Luft mehr im Vordergrund steht, also von den temperierten Büro- und Verkaufsräumen bis hin zur keimfreien Isolierstation im Krankenhaus  und zum staubfreien Arbeitsplatz für hochwertige Produkte.
In einigen Fällen ist eine weitere Luftschleuse für die Menschen erforderlich, die den Raum aufsuchen, um eine damit verbundene unerwünschte Veränderung der Luftverhältnisse in dem abgeschlossenen Raum oder das Austreten von Partikeln aus dem geschützten Raum in die Umwelt zu verhindern. Dies findet man z. B. in folgenden Fällen:

## Einsatzgebiete
- Reinraumtechnik – als Personen- bzw. Materialschleuse zwischen Bereichen unterschiedlicher Reinraumklasse
- Produktion von hochtechnischen Teilen (Mikrochips pp.);
- Herstellung von Medikamenten und medizinischen Geräten;
- Verarbeitung von Lebensmitteln;
- Lackiererei, Schreinerei usw.;
- mechanische Verarbeitung von Lochkarten bei konstanter Temperatur und Luftfeuchtigkeit;
- Aufsuchen und Verlassen von isolierten Personen (Quarantäne, Umkehrisolierung);
- Aufsuchen von isolierten Gegenständen, z. B. alte Druckschriften und historische Fundsachen, die bei normalen Umweltbedingungen zerfallen können;
- Schutz von Bunkern und Lagerstätten der Armee gegen ABC-Waffen.

Wenn als einzige Komponente der Luftdruck erhalten bzw. verändert werden soll, so handelt es sich in der Regel um eine Druckschleuse. Wenn sowohl der Druck als auch weitere Komponenten betroffen sind, so wird dies meistens als Luftschleuse bezeichnet. Dies ist auch die gängige Bezeichnung der Schleusen in der Raumfahrt zum Andocken bzw. Ein- und Aussteigen.